# Alain-René Lesage

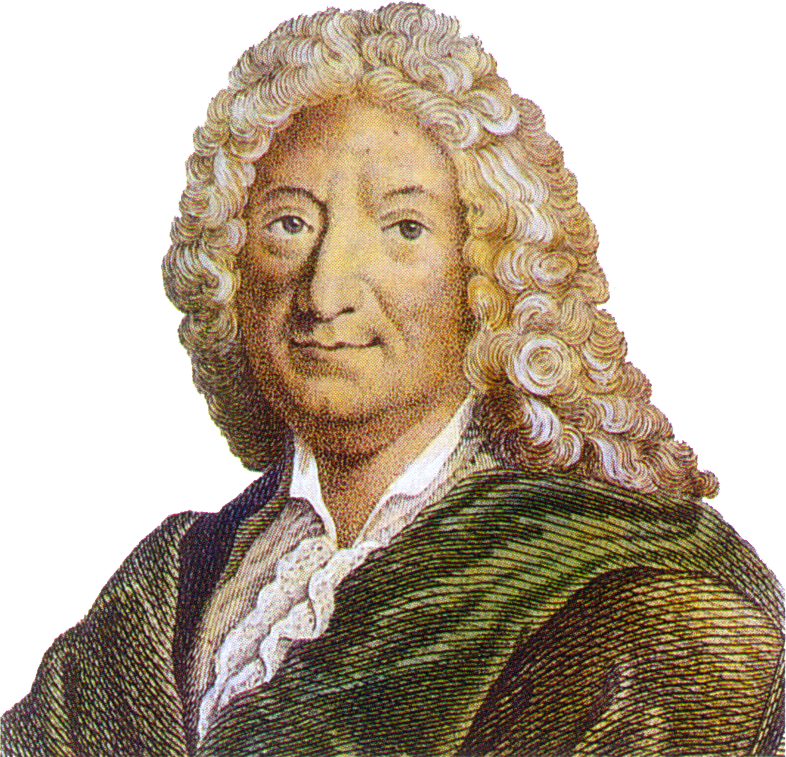
Alain-René Lesage

Alain-René Lesage (Sarzeau, 8 mei 1668 - Boulogne-sur-Mer, 17 november 1747) was een Frans roman-en toneelschrijver.

## Leven en werk
Lesage studeerde rechten en filosofie in Parijs en leerde ook Spaans. Al snel legde hij zich echter toe op het schrijversvak. Hij wordt wel beschouwd als de eerste broodschrijver in de Franse literatuur.
Na een aantal succesvolle vertalingen, verwierf Lesage grote populariteit met een aantal burleske toneelstukken en moralistische romans, waarbij een duidelijke invloed te herkennen is vanuit de Spaanse literatuur, met name in het "picaresque" element. Zijn bekendste werk is het Blas dat tussen 1715 en 1735 in vier delen verscheen. Het is een opeenvolging van korte hoofdstukken waarin het levensverhaal van een Spaanse protagonist wordt verteld, met een enorme hoeveelheid aan personages uit alle beroepen en standen, een brede waaier schetsend van toenmalige menselijke relaties. Geldzucht is een dominerend thema. Daar tegenover staan liefde en vriendschap. Het lot speelt, als in al zijn werken, een belangrijke rol. Het boek heeft een moralistische en maatschappijkritische inslag, maar alles wordt verteld met een lichte humor en ironie, in de vorm van een schelmenroman, welke het boek tot op de dag van vandaag nog steeds leesbaar maakt.
Een ander bekend werk van Lesage is het eveneens in Spanje spelende Le Diable boiteux (1707), een maatschappijkritisch werk waarin de duivel een student door Madrid voert en de daken van de woningen wegneemt, waardoor de menselijke gedragingen zichtbaar worden.

#### Toneel
- Crispin rival de son maître (1707)
- Les Étrennes (1708)
- Turcaret ou le Financier (1709)
- Arlequin baron allemand (1712) en het vervolg Arlequin (1713)
- La Foire de Guibray (1714)
- Le Monde renversé (1718)
- Les Pèlerins de la Mecque (1726)
- Les Amants jaloux (1735)

#### Romans
- Le Diable boiteux (1707)
- Histoire de Gil Blas de Santillane, Livres I-VI (1715)
- Histoire de Gil Blas de Santillane, Livres VII-IX (1724)
- Histoire de Gil Blas de Santillane, Livres X-XII (1735)
- Histoire de Gil Blas de Santillane (1747)
- Les Aventures de Monsieur Robert Chevalier, dit de Beauchêne, capitaine de flibustiers dans la Nouvelle-France (1732)
- Le Bachelier de Salamanque (1736)